# ドクターハート 薮田公介の事件カルテ
『ドクターハート 薮田公介の事件カルテ』（ドクターハート やぶたこうすけのじけんカルテ）は、2014年から2016年までテレビ東京・BSジャパン共同制作で放送されたテレビドラマシリーズ。全2回。主演は中村梅雀。
放送枠は「水曜ミステリー9（第2期）」（第1作）、「水曜エンタ・水曜ミステリー9」（第2作）。

## 登場人物

### 薮田病院
薮田公介
演 - 中村梅雀
院長。元天才マジシャンで今も子供たちの前でマジックを披露している。涼子に呼ばれ、青空診療所の手伝いをすることもある。
森山民子
演 - 沢田亜矢子（第1作）
看護師長。
桧山利津子
演 - 安藤玉恵（第2作）
看護師長。
姫川未知
演 - 秋月三佳
看護師。
清水真司
演 - 萬雅之
医師。
木村良枝
演 - 芳野友美
看護師。
日吉初美
演 - 西岡優妃（第2作）
看護師。

### 鳴海訪問ドクター
鳴海涼子
演 - 浅田美代子
訪問ドクター。公園で青空診療所を行っている。
元は大学病院で難病の研究をしていた。
何日も泊まり込む事も多く、ある時久し振りに　　実家に帰省すると母親が孤独死していた。
母親を孤独死させるようでは医師失格と、
大学病院を辞めて診療所を始めた。
谷川里香
演 - 中野若葉
看護師。

### 横浜みなとみらい警察署
姉崎卓
演 - 西村和彦（第2作）
刑事課長。階級は警部。前任の課長が県警本部に異動したため赴任。
根岸秀一
演 - 小松和重
刑事。
水谷
演 - 青柳弘太
刑事。

### その他
木下健太
演 - 芝本麟太郎
薮田病院の患者。
石川浩之
演 - 古舘緩樹
薮田病院の患者。
河合新吾
演 - 吉澤健
涼子が公園で行っている青空診療所を受診している老人。
霜山武史
演 - 里見浩太朗
元 神奈川県警捜査一課長。末期の悪性腫瘍を取り除いてくれた公介を命の恩人と慕っている。
料理が趣味で頻繁に公介や涼子に振舞うが、メニューがかなり独創的で評判が悪い。
しかしながら、公介がピンチの時は、かつての県警人脈をつかって裏から手を回し、公介のサポートをしたり、情報を仕入れたりしている。

### ゲスト
第1作（2014年）
- 麻生美由紀（山倉の秘書） - 木下あゆ美
- 北島和樹（春菜の父） - 本田大輔
- 北島（春菜の母） - 片岡明日香
- 北島春菜（拡張型心筋症の少女） - 舞優
- 沢村義人（投資コンサルタント社長） - 谷村好一
- 島村隆志（沢村の部下） - 城咲仁
- 武井康之（山倉の秘書） - 小須田康人
- 相川満（山倉の秘書） - 井上高志
- 平田幸夫（武井を襲撃したひとり） - 桐生コウジ
- 香取道雄（住原物産 社長） - 藤田宗久
- ドナーの少女 - 石井心愛
- 少年 - 片桐隼哉
- 北島雅彦（和樹の弟・5年前死亡） - 多々良光洋
- 患者 - 穂積隆信
- 山倉恒三（国会議員） - 中山仁

第2作（2016年）
- 乾万紀子（マルオフーズ業務部 社員） - 菊池麻衣子
- 服部みゆき（鳥山食品工業 社長室秘書） - 内田慈
- 大沼章介（マルオフーズ 部長） - 藤重政孝
- 鳥山祐介（鳥山食品工業 専務・巌と絹恵の息子） - 佐藤銀平
- ナナ（ケバブの移動販売員） - 木村江里子
- 冒頭の母親 - 住吉ちほ
- 平山佳澄（薮田病院の患者） - 管野里咲
- みっちゃん（青空診療所を受診した老女） - 飯田圭子
- 警備員 - 練馬大輔
- 浅井国治（鳥山食品工業 常務） - 江藤潤
- 服部和代（みゆきの母・鳴海訪問ドクターの患者） - 萩尾みどり
- 鳥山巌（鳥山食品工業 社長） - 堀内正美
- 鳥山絹恵（巌の妻） - 藤真利子

## スタッフ
- 脚本 - 石原武龍、中村由加里
- 監督 - 中野昌宏
- 手品指導 - マギー悠太郎（1）、マギー幸人（2）
- フードコーディネーター - 里見陽子
- 医療美術コーディネーター - 井上浩
- 医療監修 - 山本昌督（1）、り・よんじゃ、内ヶ崎西作（1）、山内佐矢香（2）
- 技術協力 - ビデオフォーカス
- プロデュース - 阿部真士、見留多佳城、神崎良
- 制作 - テレビ東京、BSジャパン、Gカンパニー

## 放送日程
| 話数 | 放送日         | サブタイトル | 脚本                | 監督     |
| ---- | -------------- | --- | ------------------- | -------- |
| 1    | 2014年11月19日 | 政治家の裏金強奪事件が発生!? さらに心臓移植手術を待つ幼き少女の一家が消失!? 元天才マジシャンで天才心臓外科医の主人公・薮田公介が謎の事件に怒りのメスを入れる！ | 石原武龍            | 中野昌宏 |
| 2    | 2016年01月13日 | 転落事故!? 消えた目撃者！手術ミスか…･8日間目覚めない夫が残した愛の証                                                                                           | 石原武龍 中村由加里 | 中野昌宏 |